# Lewinia
Lewinia es un género de aves gruiformes perteneciente a la familia Rallidae. Sus miembros son originarios del sudeste asiático y Australasia.

## Especies
Contiene las siguientes tres especies:
- Lewinia pectoralis - rascón pectoral;
- Lewinia mirifica - rascón de Luzón;
- Lewinia muelleri - rascón de las Auckland.